# 穿幫
穿幫是指电影或电视剧中由於製作上的错误或失誤導致的各種失真、滑稽、剧情不连贯的問題。原指鞋面、鞋子邊緣或衣服的縫合處綻裂；在日常话语中比喻出醜或洩露底細；也用於形容因为意外因素，导致编织的谎言露出马脚。

## 類型
- 劇組的某人或某物意外地出现在画面裡。如摄影机、摄影师、场记、灯光师等在镜头中出现，或出现收音的麦克风[4]、吊演员的鋼索等辅助道具。
- 服装、化妆、道具的失误
  - 不符合所属时代的物品意外出现，如古装剧或宮廷劇出現高樓大廈、汽车[4]、空调外机[5]、电线杆[4]，高空中出現飛機雲，牆上塗寫的小廣告，采用玩具枪，塑料瓶[5]等。
  - 画面切换不呼应，如剧集中计时器的时间显示不合理，伤痕从左脸转到右脸[4]，汉字字形左右转换，纹身褪色[6]，香烟在下一个场景裡变长，已经破碎的车窗换镜头后復原。
- 歷史片（不包括部分恶搞喜剧），以及设定时间背景的古装剧、时代剧中，出现不符合所属时代的事物、文化、制度等。
  - 不符合劇情或所屬時代的服装、化妆、道具。如辣椒[7]、玉米[6]、番茄等哥倫布大交換后方才在欧亚广泛传播的植物。猪[7]、狗等经过时间演变出不同品种的动物。清宫剧中常见的大拉翅[8]。以汽车为代表的交通工具，其款式有明确出厂时间，易于视别[4]。
  - 不符合所屬時代的制度、规范，如手臂缺失的残疾人在1990年代的中国大陆获得机动车驾照[9]。
  - 不符合歷史上重大事件細節，戰爭片尤為如此。例如電影《決戰中途島》中出現一幕日本帝國海軍以５艘大和級戰艦為四艘航母護航，乃至日本帝國海軍艦艇的防空炮密度等。
- 角色语言、常识错误[4]。
  - 不符合所屬時代的语言，如人物说出後人创作的文章、诗词[6]，先秦时代的人物背诵唐诗宋词等。当代电影中，由于时间贴近，通过歌曲的流行时间，可知电影提前一年使用歌曲的误差[9]。
  - 不符合常识的语言、文字，如称谓错误，将小舅子称为小叔子，机密军事文件内容为流行歌词等[10]。
  - 常识错误，如间隔十天仍是满月，两个太阳[10]，电话机靠电池通话[9]。

另外，演员在表演时念错别字或发错音屬於演員的能力不足，不属于穿帮。

## 例子
以下不依劇集播放時間排序：
- 劇集《翻生武林》，厚切三文魚。[11]
- 劇集《城寨英雄》，條碼波板糖。[12]
- 劇集《乘勝狙擊》，林夏微出現反地心吸力胸。[13]
- 劇集《巾幗梟雄之諜血清天》。[13]
- 劇集《梟雄》，消失的血。[13]
- 劇集《太極》，出現高樓大厦。[13]
- 劇集《公公出宮》，民國有柴油火車。[13]
- 網劇《反黑》講港英時代的香港出現中華人民共和國國旗、香港特別行政區區旗、不會在該年度出現的車輛。
- 陸劇《武媚娘傳奇》，消失的耳環。[14]
- 劇集《冒險王衛斯理之支離人》，支離人亂入。[15]
- 劇集《再創世紀》第3集講2008年雷曼事件出現2016年才出牌的城巴Enviro 500 MMC hybrid。
- 韩剧《渊盖苏文》第51集至第53集出现了一千三百多年后毛泽东所写的《沁园春·雪》。使用后世诗词，中国古装剧亦有类似事例[6]。

## 外部連結
Insultingly Stupid Movie Physics （页面存档备份，存于）